# Jan Macías

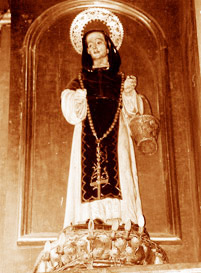
Svatý Jan Macías

Svatý Jan Macías (2. března 1585, Ribera – 16. září 1645, Lima) byl peruánský dominikán a světec.

## Život
V roce 1622 přicestoval do Limy, kde vstoupil do řádu dominikánů. V klášteře sv. Marie Magdaleny byl po celý svůj život vrátným.

## Úcta
Roku 1837 ho blahořečil papež Řehoř XVI. a svatořečen byl 28. září 1975 papežem svatým Pavlem VI. Jeho svátek je slaven 18. září.